# 운영전
《운영전(雲英傳)》은 조선 선조 때에 지어진것으로 추정되며, 작자는 미상이다.. 일명 《수성궁몽유록(壽聖宮夢遊錄)》이라고 하며, 젊은 남녀의 사랑을 그린 것으로 그 줄거리가 비극으로 끝난다. 임란 후의 서민계급의 시대사상을 은근히 시사한 작품이다. 유영이 어느날 옛날 안평대군이 살던 집 수성궁에서 놀다가 꿈에 안평대군의 시비 운영과 운영의 애인 김 진사를 만나 그들의 얘기를 들었다고 빙자하여 엮은 소설이다.
세종의 셋째 아들 안평대군은 풍류를 좋아하여 아래로 궁녀들에게까지 그 영향이 미쳤다. 그때 시비에 운영이라는 처녀가 있어 자유로운 바깥세상의 생활을 그리던 중 우연히 수성궁에 드나드는 김 진사라는 젊은 선비를 한번 보고 사랑하는 사이가 되어 그들은 남몰래 종종 대궐 속에서 만났다. 그러나 곧 이 비밀이 드러나 운영은 옥에 갇힌 후 자결하고 뒤에 김 진사는 병으로 죽었다는 이야기로 되어 있다.